# Forstloch - Riedwiesen
Das Naturschutzgebiet Forstloch - Riedwiesen liegt im Landkreis Schmalkalden-Meiningen und im Wartburgkreis in Thüringen. Es erstreckt sich südlich von Barchfeld, einem Ortsteil der Gemeinde Barchfeld-Immelborn entlang der Werra. Östlich des Gebietes verläuft die B 19.

## Bedeutung
Das 165,2 ha große Gebiet mit der NSG-Nr. 137 wurde im Jahr 1982 unter Naturschutz gestellt. 